# Sjukvårdspartiet Västernorrland
Sjukvårdspartiet - Västernorrland (SJVP) är ett lokalt politiskt parti på regionnivå i Västernorrlands län som är grundat 1994. Partiet är representerad i Västernorrlands regionfullmäktige efter valet 2018 med sju mandat. I valet 2022 fick partiet 18,53% av rösterna och blev näst största parti i Region Västernorrland med 14 mandat.

## Historik
Partiet startades som enfrågeparti med målet att rädda Härnösands sjukhus från nedläggning. Partiet grundades våren 1994 av Härnösandsöverläkarna Anders Kempe och Lars Olof Hemmingsson med Kempe som ordförande. 
Inför valet 1994 uppmärksammades partiet mycket av lokala massmedia och artiklarna var mycket sällan kritiskt granskande, vilket särskilt gällde det lokala valet i Härnösand, där det var Sjukvårdspartiet och Socialdemokraterna som dominerade. Vid valet blev partiet det näst största i landstinget där det erhöll åtta platser samt även sex mandat i Härnösands kommunfullmäktige.
Efter en mandatperiod kunde partiet tillsätta ett landstingsoppositionsråd och inom länet kom partiet att arbeta för bevarandet av sjukhusen i  Sollefteå, Örnsköldsvik och Härnösand. Partiet lyckades emellertid inte. Sjukhuset i Härnösand tog emot sina sista slutenvårdspatienter 2005 och vid sjukhuset i Sollefteå har flera verksamheter stängts. Anders Kempe lämnade i sin tur den politiska arenan vid valet 2006 men Sjukvårdspartiet hade platser  i landstingsfullmäktige ända fram till valet 2014 då man inte ställde upp.

## Omstart
När det under 2016 återigen diskuterades stängning av verksamheter, denna gång i Sollefteå,  återuppväcktes partiet med nya företrädare och delvis nya politiska metoder. Sociala medier hade dykt upp under perioden och i olika grupper på Facebook spreds hat, hot och angrepp av partiets sympatisörer, främst riktat mot regionens förtroendevalda Socialdemokrater. En dokumentär från SVTs Uppdrag Granskning 2018 visade hur partiet och dess sympatisörer agerat.
I landstingsvalet 2018 fick partiet 8,71 % (14 098 röster).
Efter valet 2018 gick Sjukvårdspartiet ihop i ett oppositionssamarbete med Centerpartiet och Kristdemokraterna. Samt en valteknisk samverkan med Vänsterpartiet. Det innebar att Sjukvårdspartiet fick utse ett oppositionsråd (regionråd i opposition) i hälso- och sjukvårdsnämnden samt utse revisionens ordförande. Valet som revisionens ordförande föll på Else Ammor, som tidigare uteslutits ur Moderata Samlingspartiet.
I regionvalet 2022 fick partiet 18,53 % (29 107 röster).
Sjukvårdspartiet försökte i samband med valrörelsen 2022 etablera nya samarbeten i regionpolitiken men misslyckades. Efter valet 2022 fortsatte Sjukvårdspartiet i opposition, i ett valtekniskt samarbete med Sverigedemokraterna och Kristdemokraterna. Sjukvårdspartiet fick därmed utse två oppositionsråd (regionråd i opposition) i regionstyrelsen och i hälso- och sjukvårdsnämnden. Robert Thunfors blev utsedd till regionstyrelsen och Pia Lundin till hälso- och sjukvårdsnämnden. 

## Kris i partiet
Under hösten 2024 uppstår flera kriser i partiet. Flera företrädare pekar ut Robert Thunfors som orsaken men partiordföranden har också stöd av andra företrädare. Båda sidor väljer strategin att publicera hela konflikten i lokalmedia. Robert Thunfors är polisanmäld för olaga tvång och har i sin tur polisnmält andra personer i partiet för olaga tvång.
Efter att Robert Thunfors hotades av uteslutning i november 2024 säger han att han tänker sitta kvar på uppdraget men som politisk vilde.

## Främsta företrädare
Pia Lundin (f. 1958)  är oppositionsråd i hälso- och sjukvårdsnämnden och har en bakgrund som specialistsjuksköterska och enhetschef inom Region Västernorrland. 
Else Ammor (f. 1962) är ledamot i regionstyrelsen och sitter i partiets styrelse samt arbetsutskott. Hon är jurist.

## Valresultat

### Västernorrlands läns landsting
| År   | Röster | %      | Mandat   |
| ---- | ------ | ------ | -------- |
| 1994 | –      | –      | 8 av 77  |
| 1998 | 14 688 | 9,45 % | 7 av 77  |
| 2002 | 9 836  | 6,62 % | 5 av 77  |
| 2006 | 10 772 | 7,22 % | 6 av 77  |
| 2010 | 11 662 | 7,48 % | 6 av 77  |
| 2014 | –      | –      | 0 av 77  |
| 2018 | 14 098 | 8,71 % | 7 av 77  |
| 2022 | 29 107 | 18,53% | 14 av 71 |

### Härnösands kommun
| År   | Röster | %       | Mandat  |
| ---- | ------ | ------- | ------- |
| 1994 | –      | –       | 6 av 41 |
| 1998 | –      | 14,14 % | 7 av 41 |
| 2002 | 1 110  | 7,3 %   | 4 av 41 |
| 2006 | 2 069  | 13,26 % | 6 av 41 |
| 2010 | 950    | 5,96 %  | 4 av 41 |
| 2014 | –      | –       | 0 av 41 |